# クイズMr.ロンリー
『クイズMr.ロンリー』（クイズミスターロンリー）は、1982年4月17日から1987年3月24日まで毎日放送で放送された視聴者参加型のクイズ番組である。毎日放送・東通企画の共同制作。
本項では「クイズMr.ロンリー」をリニューアルして放送された「クイズMr.ロンリー2」についても記述する。

## 概要
この番組は、クイズに答えるのは男性出場者のみで、女性出場者30人はクイズを出題するだけという進行方式を採用していた。男性は女性が出題するクイズに答えて正解し続けないと賞品と賞金が貰えなかったが、女性は出題相手が正解を出すだけで賞品と賞金を獲得できるという女性優位のクイズ番組だった。
司会は、落語家・タレントの桂文珍が担当。収録は、当時大阪府吹田市千里丘にあった毎日放送千里丘放送センター内の「ミリカホール」にて公開収録形式で行われていた（『がっちり買いまショウ』、『ヤングおー!おー!』（末期）、『ダイビングクイズ』などの収録もここで行われていた）。
元々は関西ローカルの番組だったが、1983年10月2日から1985年9月29日まではTBS系列局でも放送の全国ネット番組として放送された。このうち、放送当時フジテレビ系列とのクロスネットだったテレビ山口を含む。また、テレビユー福島は開局前のサービス放送期間の1983年11月27日から放送。
1985年10月の改編で再度関西ローカルに降格。以後は、1987年3月に最終回を迎えるまで火曜22時台に放送されていた。なお、全国ネット化前後の関西ローカル時代にも一部系列局では番組販売扱いの遅れネットで放送していた。
TBS系列外では福井テレビ（福井県、フジテレビ系列）や南海放送（愛媛県、日本テレビ系列）でも遅れネットで放送されていた。

## 放送時間
いずれもJST。

### クイズMr.ロンリー
- 土曜 12:00 - 12:55 （1982年4月 - 1982年9月） - 関西ローカルの番組として放送開始。
- 土曜 12:00 - 12:54 （1982年10月 - 1983年9月） - 1分縮小。
- 日曜 13:00 - 13:54 （1983年10月 - 1985年3月） - TBS系列全国ネット番組に昇格。これにより朝日放送の『パネルクイズ アタック25』の裏番組となった。
- 日曜 13:40 - 14:24 （1985年4月 - 1985年9月） - 裏番組の『パネルクイズ アタック25』との競合をほぼ避けるように（厳密には5分重複）して、40分遅れになるとともに放送枠が10分縮小。
- 火曜 22:00 - 22:54 （1985年10月 - 1987年3月） - 関西ローカルに逆戻り。放送枠が10分拡大。RKB毎日放送など一部系列局では同時ネットで放送していた（自主編成時間帯のため）。

### クイズMr.ロンリー2
- 火曜 19:00 - 19:30 （1991年4月 - 1991年9月） - 改題リニューアルして復活。ただし、放送枠は30分までに縮小していた。

## ルール・その他詳細

### クイズMr.ロンリー時代
- 出題する女性の決定は、各人の席のランプがランダムに点滅する中、解答者がセレクトボタンを押し（文珍が「セレクトスイッチオン!はいどうぞ～!!」と言う）、ランプが止まった女性が出題役となる。女性は出題の前に正解した時に獲得できる賞品のパネルを35枚（途中から30枚）の内の中から1枚選ぶ。
- 解答者が正解すると、解答者の賞金の積み立て金額が増え、出題者も同額の賞金が獲得できる。また、同時に賞品も確保できる。
- また、賞品のパネルには「ボーナス」「キッス」「デビル」の3枚が特別賞として用意されている。
  - 「ボーナス」は正解した場合にその問題の賞金が2倍となる。また、その後解答者側が不正解した場合でもボーナス賞金は確保される。
  - 「キッス」はもう1枚賞品を選択することができる。さらに正解すると出題者が解答者にキッスをプレゼントできる。
  - 「デビル」は正解すれば賞金・賞品は出題者・解答者双方で貰えるが、不正解だとその解答者に出題した女性の賞金・賞品は全部没収となる。
  - さらに1986年12月からは「ボーナス」のパネルが無くなった代わりに「ルーレットマーク」というものが新設された。これを引くと、出題者はルーレットで正解した時の賞金の倍増に挑戦し、正解すれば1問につき「1UP」2問分、「2UP」なら3問分の正解数と賞金が加算される。また、「☆」マークを引いた場合には問題解答前に自動的に賞金を積み立て。「ガイコツ」マークだと、女性は賞金が貰えないとともに、解答者も今までの正解数と積み立て賞金は全て没収された上で改めて第1問目から再スタート。
- 解答者は一度でも間違えれば失格となり、それまで確保していた賞品は没収され、賞金は半額になる。
- 出題者が確保できなかった全ての賞品のうち、2つは視聴者プレゼントに回される。
- 出題者決定前なら自ら途中でギブアップすることも可能で、その際にはその時点での賞金と賞品をそのまま獲得できる。
- 12問正解してパーフェクトを達成すると天井から大量の紙吹雪と風船が降り、賞品と賞金50万円を獲得できる（ただし、賞金と賞品の総額が100万円を超えた場合には、解答者が判断して必要ない賞品を返さなければならない）。
- 毎週参加賞として、出場した解答者全員に番組特製ジャンパーとトレーナー、出題者全員にスポンサーからの賞品が贈られる（全国ネット『Mr.ロンリー』時代には、筆頭スポンサーのP&Gサンホームとフルベール化粧品の2社から賞品が贈られた）。
- 正解数による賞金額は下記の通り。

1. ¥5,000
2. ¥10,000
3. ¥20,000
4. ¥30,000
5. ¥50,000
6. ¥70,000
7. ¥100,000
8. ¥150,000
9. ¥200,000
10. ¥300,000
11. ¥400,000
12. ¥500,000

- 各回の最高正解数の解答者は、クイズ終了時にチャンピオン席に座る。
- 後の解答者がチャンピオンの正解数を上回った時点で、それまでのチャンピオンは「転送」され、スタジオから追い出される（全身が数秒間CG編集され、後にフェードアウトして転送されるという演出がされていた）。また、転送される前に文珍が「○○さん、どこに転送されますか？」などと転送先をチャンピオンに聞いていた（チャンピオンは大抵は「自宅」と答えていたが、まれに自身が行きたい場所を言うこともあった）。
  - 番組のオープニングで文珍が登場するシーンはこれとは逆に、文珍がスタジオに転送されて現れるという演出が施されていた。
- シンキングタイムにはBGMが鳴る。フランク・ミルズ「The Happy Song」の冒頭と末尾とを編集したものである。
- 時間が一杯になった時点で（ドアチャイムと同じ音が鳴る）チャンピオンの座を守った解答者は「今週のチャンピオン」となり、海外旅行（初期にはガルーダインドネシア航空で行くバリ島、後に大韓航空（番組では「コリアンエアー」と称した）で行くハワイ）を賭けたチャレンジクイズに挑戦。1問のみの出題で正解すれば解答者・出題者双方が海外旅行を獲得。
  - チャンピオンの正解数以下で解答者がまだ正解を続けている時に時間一杯となった場合は、次週に引き続いて出場できる。
- 解答者は男性限定。また、出題者は女性限定（特別企画では逆パターンもあった）。女性は複数人のグループでの応募も受け付けていた。
- 海原さおり・しおり（後に非常階段に交代）は主に一般女性出題者をフォロー（左半分の列をさおり→シルク、右半分の列をしおり→ミヤコが担当）したり、男性解答者に容赦ないツッコミを入れたり、オープニングでの文珍とのトークのやりとりを行う担当だった。
- 問題に間違えた時、大抵は女性出題者から男性解答者に対してきつい一言を言われる（「はやく○○へ帰って下さい」、「淀川へ身投げしてください」など）。

### クイズMr.ロンリー2時代
『クイズMr.ロンリー2』では若干ルールが変更された。以下にその概要を示す。
- 『クイズMr.ロンリー』時代は各回のチャンピオンが海外旅行チャレンジクイズに挑戦していたが、『クイズMr.ロンリー2』時代は累積で5人勝ち抜かないと海外旅行チャレンジクイズに挑戦できなくなった。
- パーフェクト達成の問題数が10問となった（￥5,000と￥150,000が無くて、他は1と同じ）。また、賞品パネルもこれまでの30枚から9枚に変更された（1では同じ番号を選択することは出来ないが、2では引いたパネルは補充され常に9枚の中から選択する方式に変更）。
- 特別賞（1UP、2UP、キッスの各マーク。ガイコツマークは廃止）を引き当てた場合にはもう1枚賞品パネルを引くことができる。
- チャンピオン席に座った後、後の解答者が自分の正解数を上回れなかった場合は1人勝ち抜きとなる。
- チャンピオンとして5人勝ち抜きを達成するか、解答者としてパーフェクトを達成すれば、オーストラリア旅行を賭けたチャレンジクイズに挑戦。その際の解答形式は通常と同じで、正解すれば解答者・出題者双方がオーストラリア旅行を獲得できる。
- 解答中に時間切れとなった場合、解答者とチャンピオンはその時点での正解数および勝ち抜け人数を維持したまま、次週の放送で改めてクイズを続ける。
- 番組の最後には「女性のためのハワイチャンス」というコーナーがあり、時間切れ時点での解答者が解答する。見事解答者が正解できれば出題者のみがハワイ旅行を獲得できる。解答者は何も貰えない。
- オープニングでは文珍がスタジオに転送されてから登場するのではなく、画面右側から登場するように変更された。
- 転送シーンはチャンピオン席の背景が渦巻状（異次元空間）になり、そこにチャンピオンがCG編集で吸い込まれるという演出に変更された。後に観客も覗き込むようになった。
- 解答席の後ろにマネーツリーが表示されるようになった。
- BGMについては下記が変更され、それ以外は1時代のBGMを流用していた。
  - テーマOP,ED
  - 挑戦者登場ジングル
  - CM前・CM明け
  - シンキングタイム
  - 転送シーン（ただし、1時代のBGMと異次元に吸い込まれる音をミックスしたものに変更）
  - ハワイチャンス（第1回放送では1時代と同じ海外旅行紹介のBGMが使われていたが、第2回から新たに追加し、従来使われていたBGMはオーストラリア旅行紹介で使われた）
- 1時代に海原さおり・しおりや非常階段が担当していた女性へのフォロー等は町野あかり、麻生みどりがそれぞれ担当した。

## 恒例シーン
「○万! ○万!」
積み立て賞金が高額になってくると、解答者のクイズ挑戦終了を阻止するために、出題者側が一斉に金額を連呼していた。大抵の場合6問目からコールが始まる。
「せーの、転送!」「○○へ転送!」
後の解答者に正解数を追い抜かれ、旧チャンピオンが「転送」される際に、文珍とその時点の解答者、さらにはその解答者の応援団（観客席にいる）がそろって発する決め台詞。転送終了後は文珍が「あらら〜、消えましたねぇ〜」「消えてしもうたがな」「消えてどっかへ行ってもうた〜」「何処へ消えてもうたんやろ〜」とわざとらしく言うのが恒例だった。
「ギャラより高い賞金だ〜」
番組の最後に、文珍からその回の賞金総額が発表された。かなりの高額になったときに、文珍と海原さおり・しおりが上記の台詞を童謡「こいのぼり」の替え歌にして言っていた。

## スタッフ

### クイズMr.ロンリー
- 30人の女性の応援団長：海原さおり・しおり、杉かおり、椎菜、非常階段
- 音楽：中川昌
- ナレーター：松井昭憲（当時毎日放送アナウンサー）
- アシスタント：上田真澄、新本智子、富本房世
- 構成：本田順一、北浦康行、中川正博、富本直樹、秋田千枝、妹尾明子、鶴田純也、金子俊彦
- TD：真田昌輔
- カメラ：大倉孝治、田中康彦
- VE：橋本修、金森時太郎
- 照明：奥野平八郎、勝間宏
- 音声：青木隆、芳沢勉
- 効果：江頭博二（大阪東通）
- 編集：深町和昭（T.V.C）
- TK：大崎真佐
- 美術：高橋輝光
- タイトル：澤井和男
- ディレクター：春藤憲司、稲野忠司、肥爪道夫（東通企画）、鈴木直哉、岩井哲也、国延隆充、山口信哉、古賀敏仁
- プロデューサー：柳川正邦、金子俊彦（毎日放送）、春藤憲司、十河壮吉（東通企画）
- 制作：東通企画、毎日放送

### クイズMr.ロンリー2
- 構成：本田順一、北浦康行、中川正博、安川純子、妹尾明子、若杉正明、下野宏 ／ 金子俊彦 ／ 横谷信一郎（クリエイティブスタジオ）
- ナレーター：千葉猛（毎日放送アナウンサー）
- テーマ音楽：平山節雄
- タイトル：五荘千尋
- AD：古賀敏仁・川内一恵・池田成男（東通企画）
- ディレクター：国延隆充・酒巻正幸（東通企画）
- プロデューサー：春藤憲伺（MBS）、十河壮吉・安田貞夫（東通企画）
- 技術協力：大阪東通、サウンドエースプロダクション、アーチェリープロダクション、東通AVセンター
- 美術協力：サンクリエイト・アート、毎日舞台、高津商会、新光企画
- 製作著作：毎日放送、東通企画

## 備考
- 『無印』最終回で、最後の挑戦者となったのは、かつてこの番組でパーフェクトを達成した実績のある永田喜彰で、3問まで正解したが4問目が不正解で2万円獲得となった。そして最終回のチャンピオンは、『アメリカ横断ウルトラクイズ』の初代クイズ王（1977年）・松尾清三で、10問正解したが11問目は不正解で15万円を獲得、最後の海外旅行チャレンジクイズは不正解で有終の美を飾れなかった。なお松尾は当番組と同じく「毎日放送制作・ミリカホール収録」番組である『ダイビングクイズ』でも最後のチャンピオンとなっている。